# Krómsárga pókhálósgomba
A krómsárga pókhálósgomba (Cortinarius meinhardii) a pókhálósgombafélék családjába tartozó, Európában és Észak-Amerikában honos, fenyvesekben élő, nem ehető gombafaj. 

## Megjelenése
A krómsárga pókhálósgomba kalapja 4-10 cm széles, eleinte félgömb alakú, majd domborúan, idősen laposan kiterül, néha széles, lapos púppal. Felszíne nedvesen ragadós. Színe fiatalon sárga vagy sárgásolív, a közepén sárgásbarna; idősen olív vagy rozsdabarna.  
Húsa sárga. Szaga erős, fűszeres, kellemetlen; íze nem jellegzetes. Kálium-hidroxiddal a hús barnásolív, a kalapbőr vörösbarna színreakciót ad. 
Sűrű lemezei tönkhöz nőttek. Színük fiatalon élénksárga vagy sárgásolív, később barnássárga. 
Tönkje 4-10 cm magas és 1-2,5 cm vastag. Töve gumósan megvastagodott. Színe sárga, felszínén eleinte sárga, később barnásolív burokmaradványok lehetnek. 
Spórapora rozsdabarna. Spórája mandula vagy citrom alakú, durván szemölcsös, mérete 9,5-11 x 5,5-6,5 µm.

### Hasonló fajok
A kénsárga pókhálósgomba, a sárgászöld pókhálósgomba, esetleg a sárgászöld pereszke hasonlíthat hozzá. 

## Elterjedése és termőhelye
Európában honos. 
Fenyvesekben (főleg luc és jegenyefenyő, ritkábban erdei fenyő alatt) él, inkább meszes talajon, sokszor moha között. Júliustól novemberig terem. 
Nem ehető.